# Eclactistis anisopasta
Eclactistis anisopasta är en fjärilsart som beskrevs av Turner 1935. Eclactistis anisopasta ingår i släktet Eclactistis och familjen praktmalar, Oecophoridae. Inga underarter finns listade i Catalogue of Life.